# Le Maître des îles
Pour plus de détails, voir Fiche technique et Distribution.
Le Maître des îles (The Hawaiians) est un film américain de Tom Gries sorti en 1970 et adapté du roman Hawaï de James Michener.

## Synopsis
Dans les îles hawaïennes au XIXe siècle. Un aventurier (Whip Hoxworth) descendant d'une riche famille américaine de planteurs hérite de terres après la mort de son père ; il va découvrir de l'eau et développer la culture de l'ananas. Avant de devenir le plus gros planteur d'Hawaï, Whip faisait du commerce avec des Chinois. Sa femme (Purity), descendante d'une famille noble de Hawaï, lui donne un fils qu'ils nommeront Noël puis les quitte. Whip élève son fils aidé par un couple de Chinois qui ont cinq enfants. 
Whip voudrait que l'île soit sous le protectorat des États-Unis, il fomente alors une révolte. 
Noël rentre à la maison et travaille avec son père. Il fait la connaissance de Mei Li, fille de la famille chinoise qui a aidé son père. Les jeunes tombent amoureux l'un de l'autre !

### Remarques
Le film met en scène Geraldine Chaplin et Charlton Heston dans un scénario situé peu avant l'annexion pure et simple des îles Hawaï par les États-Unis.

## Fiche technique
- Titre : Le Maître des îles
- Titre original : The Hawaiians
- Réalisation : Tom Gries
- Scénario : James R. Webb d'après le roman de James Michener
- Production : Walter Mirisch
- Musique : Henry Mancini
- Photographie : Lucien Ballard et Philip H. Lathrop
- Costumes : Bill Thomas
- Montage : Byron Brandt et Ralph E. Winters
- Société de distribution : United Artists
- Pays d'origine : États-Unis
- Langue : anglais
- Format : Couleurs - 2,35:1 - Mono
- Genre : Drame
- Durée : 134 minutes
- Date de sortie : 1970

## Distribution
- Charlton Heston (VF : René Arrieu) : Whipple 'Whip' Hoxworth
- Tina Chen (VF : Yōko Tani) : Nyuk Tsin
- Geraldine Chaplin (VF : Michèle Dumontier) : Purity Hoxworth
- Mako : Mun Ki
- John Phillip Law (VF : Pierre Fromont) : Noel Hoxworth
- Alec McCowen (VF : René Bériard) : Micah Hale
- Chris Robinson : Dr Whipple Jr.
- Naomi Stevens (VF : Hélène Tossy) : Reine Liliuokalani
- Keye Luke : Foo Sen
- James Hong : Ti Chong
- James Gregory : Dr Whipple Sr.
- Harry Townes (VF : Jean Martinelli) : Houghton
- Bruce Wilson (VF : Paul Bonifas) : M. Morris
- Mark LeBuse (VF : Georges Hubert) : le capitaine du Kilauea
- Soo Yong (non créditée) : Mme Ching